# Diiodométhane
Le diiodométhane, appelé aussi iodure de méthylène, couramment abrégé en « MI », est un liquide de la famille des composés organo-iodés. Il est presque insoluble dans l'eau, mais est soluble dans l'éther et l'éthanol. Il a un indice de réfraction relativement élevé, 1,7425, et une tension de surface de 0,050 8 N m−1. Pur, c'est un liquide incolore, mais il tend à se décomposer à la lumière, libérant de l'iode ce qui donne à la solution une teinte brunâtre.
De par sa densité élevée, le diiodométhane est utilisé pour déterminer la densité de minéraux et d'autre types d'échantillons, par exemple il est parfois utilisé pour tester l'authenticité des diamants, ces derniers ayant une densité proche. Il est aussi utilisé comme liquide de contact pour réfractomètres. Le diiodométhane est un réactif de la réaction de Simmons-Smith, comme source de groupement méthylène (CH2).

## Synthèse
Le diiodométhane peut être synthétisé par réduction de l'iodoforme par l'arsénite de sodium :
CHI3 + Na3AsO3 + NaOH → CH2I2 + NaI + Na3AsO4.
Il peut également être préparé par la réaction de Finkelstein, en faisant réagir l'iodure de sodium sur le dichlorométhane dans l'acétone :
CH2Cl2 + 2 NaI → CH2I2 + 2 NaCl.